# 小宮良之
小宮 良之（こみや よしゆき、1972年- ）は、日本のスポーツライター、ノンフィクション作家。小説家。神奈川県横浜市出身。拓殖大学外国語学部スペイン語学科卒業。スペインのサラマンカ大学に留学した経験がある。
2006年度まで5年間、スペインのバルセロナに在住していた。そのため、特にスペインサッカーの知識が豊富である。現在は、日本を拠点に活動している。

## 主な著書
- 『大久保嘉人の挑戦』（角川書店）
- 『裏方の流儀』（角川マガジン）
- 『ルーツ、フットボーラーたちの原点』（角川・エス・エス・コミュニケーションズ）
- 『西の都、流転の星 欧州フットボールクロニクル2004-2007』（駒草出版）
- 『RUN』（ダイヤモンド社）
- 『アンチ・ドロップアウト 簡単に死なない男たちの物語』（集英社）
- 『サッカー「海外組」の値打ち』（2012年5月、中央公論新社）
- 『導かれし者 流浪のストライカー、福田健二の闘い』（角川文庫）2011年
- 『おれは最後に笑う サッカーが息づく12の物語』（東邦出版）2015年
- 『王者への挑戦状 世界最強フットボーラーなで斬り論』（東邦出版）2015年
- 『氷上のフェニックス』（2020年12月、角川文庫）